# No Jacket Required
No Jacket Required je třetí sólové studiové album Phila Collinse. Jeho nahrávání probíhalo během roku 1984 a album vyšlo v lednu 1985 u vydavatelství Virgin Records (Spojené království, Irsko), Atlantic Records (USA, Kanada) a WEA (ostatní země). V roce 1986 album získalo cenu Grammy za album roku.

## Seznam skladeb
| Pořadí | Název                                             | Autor                                  | Délka |
| ------ | ------------------------------------------------- | -------------------------------------- | ----- |
| 1.     | Sussudio                                          | Collins                                | 4:23  |
| 2.     | Only You Know and I Know                          | Collins (text), Daryl Stuermer (hudba) | 4:20  |
| 3.     | Long Long Way to Go                               | Collins                                | 4:20  |
| 4.     | I Don't Wanna Know                                | Collins (text), Stuermer (hudba)       | 4:12  |
| 5.     | One More Night                                    | Collins                                | 4:47  |
| 6.     | Don't Lose My Number                              | Collins                                | 4:46  |
| 7.     | Who Said I Would                                  | Collins                                | 4:01  |
| 8.     | Doesn't Anybody Stay Together Anymore             | Collins (text), Stuermer (hudba)       | 4:18  |
| 9.     | Inside Out                                        | Collins                                | 5:14  |
| 10.    | Take Me Home                                      | Collins                                | 5:51  |
| 11.    | We Said Hello Goodbye (vyšlo pouze na CD reedici) | Collins                                | 4:15  |

## Obsazení
- Phil Collins – zpěv, bicí, perkuse, syntezátory, bicí automat, doprovodný zpěv
- David Frank – klávesy, syntezátory
- Daryl Stuermer – klávesy, kytara
- Leland Sklar – baskytara
- Phenix Horns, aranže
- Gary Barnacle – saxofon
- Don Myrick – saxofon
- Arif Mardin – aranže
- Sting – doprovodný zpěv
- Peter Gabriel – doprovodný zpěv
- Helen Terry – doprovodný zpěv
- Nick Glennie-Smith – klávesy